# Forme
『forme』（フォルム）は、YUKIの9枚目のオリジナルアルバム。2019年2月6日にソニー・ミュージックレーベルズの内部レーベルであるエピックレコードジャパンより発売された。

## 概要
前作のベストアルバム『すてきな15才』からおよそ1年ぶり、オリジナルアルバムとしては2017年の『まばたき』以来およそ2年ぶりの新作。
今作のリリース形態は初回生産限定盤（CD+DVD）と通常盤（CDのみ）のCD2形態、アナログ盤2枚組の完全生産限定盤という3種類で、CD2形態が2019年2月6日、アナログ盤が3月13日に発売される。収録楽曲は全仕様共通で、先行配信されたドラマや映画とのタイアップ曲「やたらとシンクロニシティ」「チャイム」「トロイメライ」のほか、豪華ミュージシャンによる提供曲、そしてYUKI自身が作詞、作曲、編曲をすべて手がけた「美しいわ」を加えた全13曲となっている。
2月18日付オリコン週間デジタルアルバムランキング1位に初登場。YUKIのデジタルランキングでの1位獲得は、シングル・アルバムを通じ自身初となった。
リリースを記念してタワーレコード新宿店とTSUTAYA SHIBUYAにて、通常盤CDジャケット衣装と「やたらとシンクロニシティ」MV衣装の展示が行われた。
アルバム発売に伴うプロモーションでは2019年2月23日放送の「SONGS」に出演。「チャイム」「やたらとシンクロニシティ」「フラッグを立てろ」の3曲が披露された。またこの3曲がテレビで歌われたのは本番組のみである。
本作を携えて2019年3月から7月まで全国ツアー「YUKI concert tour “trance/forme” 2019」を開催。アルバムツアーとしては珍しく、収録曲全曲が披露された。

## 制作の背景
本作は「なるべく多くのことを自分がコントロールすれば思い描いているところに正確に行けるのではないか」と考えたYUKIのセルフプロデュースで制作され、アレンジもほぼYUKI自身が手掛けている。アレンジには以前から参加していたが、大まかなことしかやっていなかった。しかし、今作では原形も途中経過も、すべてに関わっている。自分の頭の中で鳴っている音を実際に形にしてそれをミュージシャンに再現してもらっているので、そういう意味でもそれまでとは全く違っている。
本作の発売日である2月6日はYUKIのソロデビュー記念日である。楽曲に合わせ、ボーカリストとして歌うことの喜びや表現することの楽しさを感じながら完成させた本作は1stアルバムのように初期衝動が詰め込まれた作品となっており、インタビューでは「『forme』は自分のための2回目のソロデビューのような、フレッシュなアルバム」と語っている。
アルバムタイトルの『forme』については、「こういう曲を作ってほしい」という依頼があればその世界の登場人物になりきり作曲家から曲を提供されればそのメロディに導かれて歌詞を書いてきたのは自分がシンガーソングライターではなくシンガー（歌い手、語り部、伝え手）だからであり、いくらでも形を変えられると気付いた時に”フォルム"という言葉が出てきたと語っている。また「for me（＝私のために）」という意味も込められている。収録曲はすべてYUKIのフォルムであり、アルバムはまさにYUKI自身であると語っている。
作曲家には、再び自分のために音楽を作りたいと考えたYUKIが、1stアルバムのときに好きなミュージシャン1人ひとりに声をかけたように、今一緒に仕事をしたいと思うミュージシャン達に自身でオファーした。カップリング曲を提供してもらった津野米咲（赤い公園）や本作の製作まで面識の無かった尾崎世界観（クリープハイプ）、吉澤嘉代子といった新人から、昔から交友のあるChara、川本真琴、西寺郷太（NONA REEVES）、堀込泰行、前野健太といったベテランや中堅、そしてYUKIが敬愛するという細野晴臣までそうそうたるアーティストが楽曲を提供している。
「やたらとシンクロニシティ」はアルバム発売に先駆け2019年1月24日に配信リリースされ、映像ディレクターの大月壮によるミュージック・ビデオも制作された。
NONA REEVESの西寺郷太の提供曲「しのびこみたい」では演奏もNONA REEVESのメンバーが担当している。

## 収録曲
| 全作詞: YUKI。 |                                          |      |            |                          |      |
| #              | タイトル                                 | 作詞 | 作曲       | 編曲                     | 時間 |
| 1.             | 「チャイム」(配信限定シングル)           | YUKI | HALIFANIE  | YUKI、百田留衣、南田健吾 | 3:47 |
| 2.             | 「トロイメライ」(33rdシングル)           | YUKI | CHI-MEY    | YUKI、CHI-MEY            | 3:55 |
| 3.             | 「やたらとシンクロニシティ」(先行配信曲) | YUKI | 小形誠     | YUKI、沖山優司           | 4:04 |
| 4.             | 「魔法はまだ」                           | YUKI | 吉澤嘉代子 | YUKI、沖山優司           | 5:26 |
| 5.             | 「しのびこみたい」                       | YUKI | 西寺郷太   | YUKI、西寺郷太           | 4:32 |
| 6.             | 「ただいま」                             | YUKI | 堀込泰行   | YUKI、沖山優司           | 4:32 |
| 7.             | 「口実にして」                           | YUKI | 前野健太   | YUKI、前野健太           | 4:11 |
| 8.             | 「風来坊」                               | YUKI | 津野米咲   | YUKI、トオミヨウ         | 5:01 |
| 9.             | 「転校生になれたら」                     | YUKI | 川本真琴   | YUKI、川本真琴、STUTS    | 4:56 |
| 10.            | 「Sunday Girl」                          | YUKI | 細野晴臣   | 細野晴臣                 | 4:01 |
| 11.            | 「百日紅」                               | YUKI | 尾崎世界観 | YUKI、沖山優司           | 4:47 |
| 12.            | 「24hours」                              | YUKI | Chara      | YUKI、皆川真人、Chara    | 5:09 |
| 13.            | 「美しいわ」                             | YUKI | YUKI       | YUKI                     | 2:44 |

| #  | タイトル                     | 作詞 | 作曲・編曲 |
| -- | ---------------------------- | ---- | ---------- |
| 1. | 「チャイム」(LyricVideo)     |      |            |
| 2. | 「トロイメライ」(MusicVideo) |      |            |

## クレジット

### CD
- チャイム

Programming & All instruments: 百田留衣（agehaspring）, 南田健吾（onetrap）
- トロイメライ

Guitar: 大久保友裕
Programing & All other instruments: CHI-MEY
- やたらとシンクロニシティ

Drums: 佐野康夫
Bass: 沖山優司
Guitar: 山本タカシ
Piano & Keyboards: 伊藤隆博
- 魔法はまだ

Drums: 白根賢一
Bass: 沖山優司
Guitar: 名越由貴夫
Piano & Keyboards: 伊藤隆博
Clap: the factory and yuki
- しのびこみたい

Tambourine & Clap: YUKI
Background Vocals, Percussion & Programming: 西寺郷太
Guitar: 奥田健介
Drums: 小松シゲル
Bass: 村田シゲ
Keyboard: 冨田謙
Additional Programing: 兼重哲哉
- ただいま

Drums: 白根賢一
Bass: 沖山優司
Guitar: 名越由貴夫
Piano & Keyboard: 伊藤隆博
- 口実にして

Guitar: 前田健太
Bass: 千葉広樹
Piano & Flute: 石橋英子
- 風来坊

Programming & All instruments: トオミヨウ
- 転校生になれたら

Synthesizer & Piano: 高橋佑成
Programming, Synthesizer & All other instruments: STUTS
- Sunday Girl

Background Vocal, Acoustic Guitar & Percussion: 細野晴臣
Drums: 伊藤大地
Bass: 伊賀航
Electric Guitar: 高田漣
Wurlitzer: 野村卓史
- 百日紅

Drums: 白根賢一
Bass: 沖山優司
Guitar: 名越由貴夫
Keyboards: 伊藤隆博
- 24hours

Drums: 玉田豊夢
Bass: 上田ケンジ
Guitar: 名越由貴夫
Acoustic Piano & Keyboards: 皆川真人
- 美しいわ

Guitar: 日向一福

### DVD
- “チャイム” Lyric Video

Director: 大月壮
Animation: HINGAMA
- “トロイメライ” Music Video

Director & Camera: 高橋ヨーコ
Hair & Make-Up: 小西神士（band）
Stylist: 山口翔太郎（eight peace）
Art: 福田春美（hamiru）
Coordinator: 附田哲也（eye radar）
Offiline Editor: 高橋ヨーコ, 原本彩
Online Editor: 水野正毅（Khaki）
MA: 沖田純之介（okidesign）
Producer: 前田博隆（前田屋）

### その他
Produced by YUKI
“Sunday Girl” Sound Produced by 細野晴臣
Recorded by 原剛（Sony Music Studios Tokyo）, 兼重哲哉, 飯尾芳史（「OFFICE INTENZIO）, 西川陽介
Mixed by 原剛（Sony Music Studios Tokyo）, 兼重哲哉, 飯尾芳史（OFFICE INTENZIO）
Mixed at Sony Music Studios Tokyo, prime sound studio form, Mouri Artwords Studio
Mastered by 阿部充泰（Sony Music Studios Tokyo）
Mastered at Sony Music Studios Tokyo
Art Direction & Stylist: 山本マナ
Design: カサイマキ
Photographer: 横浪修
Hair & Make-Up: 小西神士（band）

## タイアップ
| 楽曲                     | タイアップ                                               | 起用年 |
| ------------------------ | -------------------------------------------------------- | ------ |
| チャイム                 | NHK『あさイチ』テーマソング                              | 2018年 |
| トロイメライ             | 映画『コーヒーが冷めないうちに』主題歌                   | 2018年 |
| やたらとシンクロニシティ | フジテレビ系ドラマ『スキャンダル専門弁護士 QUEEN』主題歌 | 2019年 |